# Salvador Zerboni
  Salvador Zerboni (né Salvatore García de León Zerboni le 3 mai 1979 à Mexico au Mexique), est un acteur mexicain.

## Carrière
Salvador Zerboni participe au cinéma et à la télévision à diverses productions d'Amérique latine.
En 2003, il commence sa carrière dans une production chilienne, la telenovela Machos.
En 2007, il tient son premier rôle au Mexique dans la série RBD: la familia en partageant la vedette avec le groupe de RBD.
Un an plus tard, il débute au cinéma en participant au film Rudo y Cursi.
En 2009, il participe à la série El Pantera en interprétant un des antagonistes principaux, aux côtés de Luis Roberto Guzmán et Ignacio López Tarso.
La même année, il prend part à la production Melted Hearts and Persons.
En 2010, il participe à la série Soy tu fan.
En 2011, il est un des antagonistes dans la série télévisée La Reina del sur aux côtés de Kate del Castillo et Humberto Zurita.
La même année, il tourne dans la série La Mariposa.
En 2012, il interprète le personnage de Gabino Mendoza, rôle qui marque ses débuts dans les telenovelas,  dans Abismo de pasión aux côtés d'Angélique Boyer et de David Zepeda.
En 2013, il participe à Libre para amarte avec Gloria Trevi.
En 2013 aussi, il est l'un des antagonistes principaux dans la série télévisée Quiero amarte en incarnant le personnage d'Horacio aux côtés de Karyme Lozano et Cristian de la Fuente.
Du 18 mai à fin juin 2015, Salvador Zerboni enregistre le film Santiago Apóstol, une production de José Manuel Brandariz où Julián Gil tient la vedette en jouant Santiago.

## Filmographie

### Telenovelas
- 2005 : Machos : Esteban
- 2011 : La Reina del sur : Ramiro Vargas « El Rata »
- 2012 : Abismo de pasión : Gabino Mendoza
- 2013 : Libre para amarte : Norberto
- 2013-2014 : Quiero amarte : Horacio Espinoza
- 2015-2016 : A que no me dejas : Leonel Carrera

### Séries télévisées
- 2005 : Rebelde : Mateo
- 2007 : RBD: la familia : Daniel
- 2009 : El Pantera : Gabriel
- 2010 : Soy tu fan
- 2012 : La Mariposa : Bill Smith

### Films
- 2008 : Rudo y Cursi : Jorge W
- 2009 : Melted Hearts : Brian Lauper

## Nominations et récompenses

### Premios TVyNovelasMéxico
| Année | Catégorie            | Telenovela       | Résultat |
| ----- | -------------------- | ---------------- | -------- |
| 2013  | Meilleur antagoniste | Abismo de pasión | Nommé    |

### People en Español
| Année | Catégorie            | Telenovela       | Résultat |
| ----- | -------------------- | ---------------- | -------- |
| 2011  | Meilleur antagoniste | La Reina del sur | Nommé    |